# هورني دوبنياني
هورني دوبنياني (بالتشيكية: Horní Dubňany) هي بلدية وقرية تقع في مقاطعة زنويمو ضمن إقليم جنوب مورافيا في جمهورية التشيك. يبلغ عدد سكانها حوالي 300 نسمة.

## الموقع
تقع هورني دوبنياني على بُعد نحو 27 كيلومترًا شمال شرق مدينة زنويمو، و35 كيلومترًا جنوب غرب برنو، و172 كيلومترًا جنوب شرق العاصمة براغ.

## السكان
حسب بيانات عام 2023، بلغ عدد سكان القرية 297 نسمة.